# Ron Schallenberg
Ron Schallenberg (* 6. Oktober 1998 in Paderborn) ist ein deutscher Fußballspieler.

## Werdegang
Der Mittelfeldspieler Schallenberg begann seine Karriere im Jahre 2001 beim Paderborner Stadtteilverein SV Marienloh und wechselte im Jahre 2009 in die Jugendabteilung des SC Paderborn 07.  Dort spielte er in der Saison 2014/15 in der B-Junioren-Bundesliga. Im Sommer 2016 rückte Schallenberg in den Kader der zweiten Herrenmannschaft auf, die in der fünftklassigen Oberliga Westfalen spielte. Um mehr Spielpraxis zu erhalten, wechselte Ron Schallenberg im Sommer 2018 für zwei Jahre auf Leihbasis zum Regionalligisten SC Verl.
Mit den Verlern erreichte Schallenberg das Achtelfinale im DFB-Pokal 2019/20, in dem die Mannschaft gegen den Bundesligisten 1. FC Union Berlin scheiterte. In der Regionalliga-Saison 2019/20 wurde Schallenberg mit den Verlern Vizemeister hinter dem SV Rödinghausen. Da Rödinghausen keine Lizenz für die 3. Liga beantragte, spielte der SC Verl nun gegen den 1. FC Lokomotive Leipzig um den Aufstieg in die 3. Liga. Einem 2:2 in Leipzig folgte ein 1:1 im Rückspiel. Dort gerieten die Verler zunächst in Rückstand, bevor Ron Schallenberg den Ausgleich erzielten konnte. Dadurch stiegen die Verler dank der Auswärtstorregel auf.
Ron Schallenberg kehrte daraufhin nach Paderborn zurück und gehörte nun zum Kader der ersten Mannschaft, die gerade in die 2. Bundesliga abgestiegen war. Am 28. September 2020 gab Schallenberg sein Profidebüt bei der 3:4-Niederlage gegen den Hamburger SV, als er für Julian Justvan eingewechselt wurde. Nach dem Abgang von Sebastian Schonlau wurde der 22-Jährige zur Saison 2021/22 vom neuen Cheftrainer Lukas Kwasniok zum neuen Mannschaftskapitän ernannt.
Zur Saison 2023/24 wechselte Schallenberg zum FC Schalke 04. Dort wurde er ebenfalls Stammspieler, wobei der ursprüngliche Mittelfeldspieler insbesondere in seiner zweiten Saison 2024/25 oftmals auch als Innenverteidiger eingesetzt wurde.

## Erfolge
SC Verl 
- Aufstieg in die 3. Liga: 2020